# Arc républicain
En France, l'Arc républicain est une forme de coalition prônée par certains partis centristes, sociaux-démocrates ou de droite modérée dans le but de créer une coalition gouvernementale des républicains (ou « démocrates ») par opposition aux populistes (ou « démagogues ») de droite et de gauche. Dans l'esprit de ses promoteurs, cette large alliance est en théorie toujours majoritaire (rassemblant « deux Français sur trois », selon l'expression de Valéry Giscard d'Estaing), et passe par les partis du centre, d'où parfois son appellation d'Arc central.
Cette notion politique à portée variable suivant les forces politiques qui le mettent en avant est utilisé en parallèle au front républicain s'opposant à l'extrême  droite lors d'élections de la Cinquième République.

## De 1945 à 1958
Une telle coalition s'inscrirait dans le schéma de la  Troisième Force au pouvoir entre 1947 et 1951 sous la Quatrième République, qui regroupait la SFIO, l’UDSR, les Radicaux, le MRP et les Républicains modérés.

## Années 2010 et 2020
L'Arc républicain est une forme de coalition soutenue pour les élections présidentielle et législatives de 2012, notamment par le magazine Marianne, les responsables politiques François Hollande et Dominique de Villepin, ainsi que le Mouvement démocrate, par la voix notamment de Jean-Luc Bennahmias.
Jean-Luc Mélenchon et le parti de La France Insoumise sont considérés comme en dehors de l'arc républicain par le Président du Sénat Gérard Larcher, l'ancienne Première Ministre Elisabeth Borne, l'ancien Premier Ministre Manuel Valls, les députés du groupe Renaissance, ou encore le journaliste Nicolas Beytout.
L'ancien Président de la République Nicolas Sarkozy affirme en aout 2023 que Marine Le Pen et le Rassemblement national, ainsi qu'Eric Zemmour et Reconquête, font partie de l'arc républicain,.
En février 2024, le Président de la République Emmanuel Macron, dans un entretien au journal L'Humanité, se défend d'avoir inscrit le RN et Reconquête dans l'arc républicain.
En juillet 2024, France Info rapporte que les sondages sur la perception des personnalités politiques par la population française montrent que la figure de Jean-Luc Mélenchon est devenue un plus grand repoussoir que celle de Marine Le Pen, cela serait la conséquence de l'inclusion du RN et l'exclusion de LFI dans l'arc républicain par le gouvernement et les députés macronistes.
En septembre 2024, le Premier Ministre Michel Barnier recadre son Ministre de l'Economie Antoine Armand qui avait affirmé que le Rassemblement national ne faisait pas partie de l'arc républicain. Pour Michel Barnier, le RN et LFI font partie de l'arc républicain en tant que « élus de la République ».
L'ancien Président de la République Nicolas Sarkozy réitère en septembre 2024 que Marine Le Pen et le Rassemblement national font partie de l'arc républicain.